# Marc Okrand

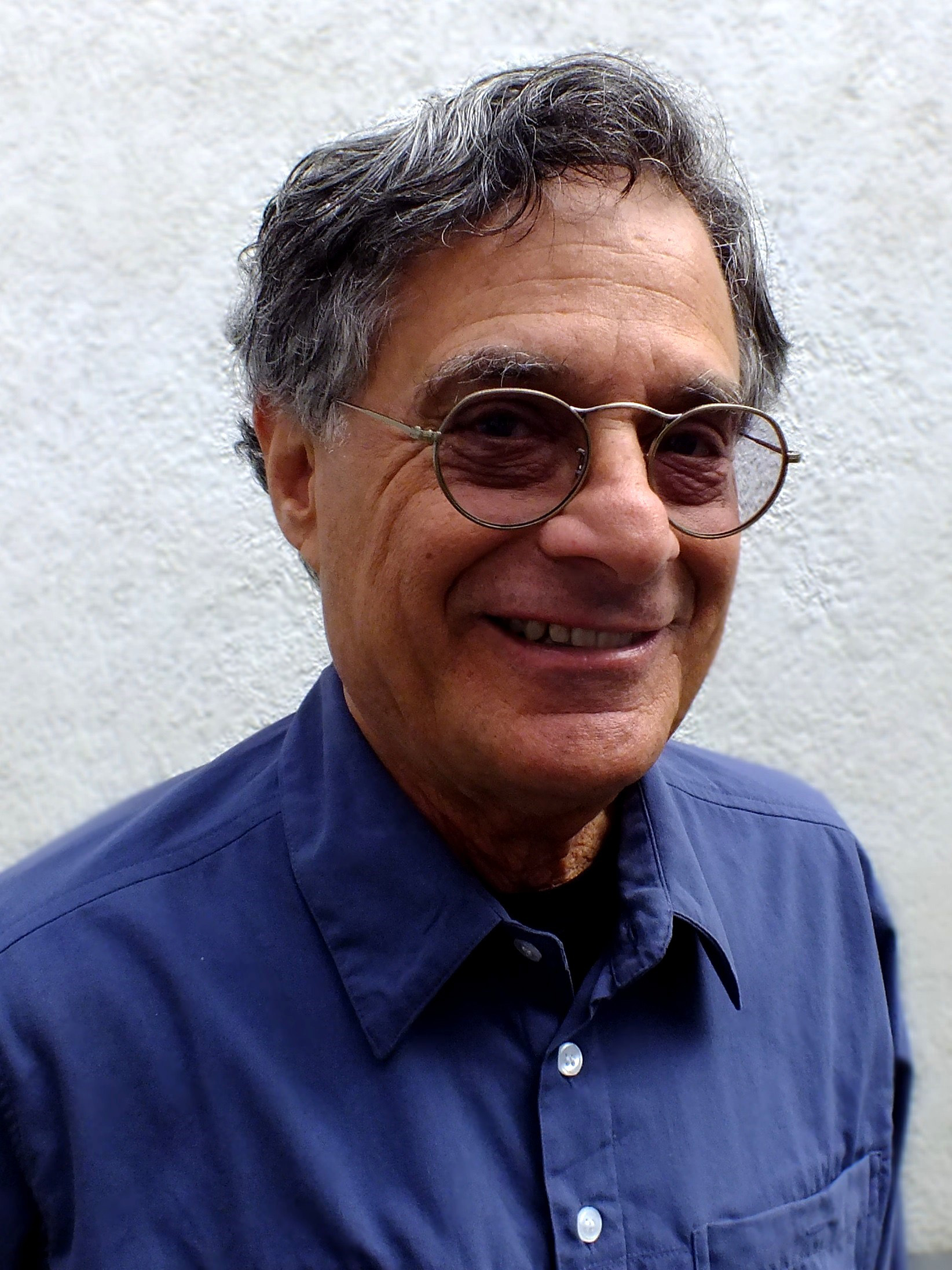
Marc Okrand (2019 in Saarbrücken)

Marc Okrand (* 3. Juli 1948 in Los Angeles, Kalifornien) ist ein US-amerikanischer Sprachwissenschaftler und hauptsächlich bekannt als Erfinder der klingonischen Sprache.

## Leistungen
Okrand promovierte 1977 an der University of California, Berkeley über die Indianersprache Mutsun der Ohlone. Von 1978 bis zu seiner Pensionierung im Jahr 2013 arbeitete er für das National Captioning Institute, Inc., eine Firma, die Untertitel für Gehörlose erstellt.
In den frühen 1980er Jahren wurde er von Paramount Pictures zuerst für die Erstellung eines vulkanischen Dialoges und kurz danach für die Entwicklung der klingonischen Sprache und das Coaching der Schauspieler in diversen Star-Trek-Filmen angeheuert, damit die in sich geschlossene Fremdheit und Eigenheit der Population der „Klingonen“ ästhetisch überzeugend in Drehbuch und Film umgesetzt werden können. Okrand definierte den „Kanon“ der Sprache. Durch sein klingonisches Wörterbuch und andere diesbezügliche Produkte wurde er berühmt.
Er steht in engem Kontakt mit dem Klingon Language Institute und hat auch Spaß daran, regelmäßig neue klingonische Vokabeln für dieses zu erschaffen.
Ursprünglich arbeitete Okrand an Sprachen amerikanischer Indianer, wobei er auch für Klingonisch fündig wurde. Der ungewöhnliche Laut tlh (IPA: [t͡ɬ]) im Klingonischen ist zum Beispiel Teil des phonetischen Inventars von Nahuatl. Der Name der Klingonen (tlhIngan) beginnt meistens mit diesem Laut.
Für den Disney-Film Atlantis – Das Geheimnis der verlorenen Stadt erarbeitete er die Sprache von Atlantis.
2018 entwickelte er für die dritte Folge der Short Treks „The Brightest Star“ die Sprache der Kelpianer.

## Werke

### Bücher
- The Klingon Dictionary. Pocket Books, 1992, ISBN 0-671-74559-X
- The Klingon Way. Pocket Books, 1996, ISBN 0-671-53755-5
- Klingon for the galactic traveler. Pocket Books, 1997, ISBN 0-671-00995-8
- paq'batlh: The Klingon Epic (mit Floris Schönfeld), uitgeverij, 2011, ISBN 978-90-817091-2-5

### Audiosprachkurs
- Conversational Klingon (mit Barry Levine), Simon & Schuster, 1992, ISBN 978-0671797393
- Power Klingon (mit Barry Levine), Simon & Schuster, 1993, ISBN 978-0671879754

## Filme
Marc Okrand hat für die folgenden Filme Dialoge übersetzt und die Schauspieler unterrichtet. Im ersten Star Trek von 1979 wurde zwar schon Klingonisch gesprochen, jedoch waren dies die Wörter, die der Schauspieler James Doohan erfunden hatte.
| Deutscher Titel                               | Englischer Originaltitel               | Entstehungsjahr | Anmerkungen                                         |
| --------------------------------------------- | -------------------------------------- | --------------- | --------------------------------------------------- |
| Star Trek II: Der Zorn des Khan               | Star Trek II: The wrath of Khan        | 1982            | Vulkanische Dialoge                                 |
| Star Trek III: Auf der Suche nach Mr. Spock   | Star Trek III: The Search for Spock    | 1984            | Klingonisch                                         |
| Star Trek V: Am Rande des Universums          | Star Trek V: The Final Frontier        | 1989            | Klingonisch                                         |
| Star Trek VI: Das unentdeckte Land            | Star Trek VI: The Undiscovered Country | 1991            | Klingonisch                                         |
| Atlantis – Das Geheimnis der verlorenen Stadt | Atlantis: The Lost Empire              | 2001            | Entwicklung der atlantischen Sprache                |
| Star Trek                                     | Star Trek                              | 2009            | Romulanisch; Klingonische Szenen wurden geschnitten |
| Star Trek Into Darkness                       | Star Trek Into Darkness                | 2013            | Klingonisch, keine Erwähnung im Abspann             |

## Trivia
- Ein in Star Trek VI verwendetes Wörterbuch trägt den Titel „Okrand's Unabridged Klingon Dictionary“, in Anspielung an Marc Okrand.[4]